# Fiódor Vólkov
Fiódor Vólkov   (Kostromà, 9 de febrer de 1729 (Julià) - Moscou, 4 d'abril de 1763 (Julià)) va ser un poeta, compositor i actor rus i fundador del primer teatre rus permanent.

## Vida
Fillastre del comerciant Poluixkin de Kostromà, Fiódor Vólkov va rebre una formació versàtil. Va establir el primer teatre públic a Iaroslav el 1750, que després donaria fama als actors llavors desconeguts Ivan Dmítrievski, Iàkov Xumski i altres. Dos anys després, el seu teatre van ser convidats per l'emperadriu Elizabet I a actuar a la seva cort. Jutjats joves i talentosos, però també "plebeus", van ser enviats per obtenir una "educació superior". Durant quatre anys van estudiar dansa, ciència, idiomes i declamació. Només després que els considerats aficionats es van convertir en professionals.
El 1756, l'emperadriu va dictar un decret sobre l'establiment del primer teatre públic permanent a Sant Petersburg, sota la direcció d'Aleksandr Sumarókov. Vólkov va assistir Sumarókov en la direcció del teatre i cinc anys després es va convertir en el director després de la dimissió de Sumarókov. Vólkov va crear el teatre públic professional rus de rellevància nacional, el va unir amb l'art dramàtic progressista i va obrir el camí per a diversos actors russos. Es va casar amb una de les primeres actrius a Rússia, Maria Anànina.
Com a actor, Fiódor Vólkov va interpretar sobretot papers tràgics, com en les obres de Sumarókov Khórev (Хорев), El refugi de la virtut (Прибежище добродетели), Hamlet (Гамлет, la versió de Sumarókov del Hamlet de Shakespeare), Sinav i Truvor (Синав и Трувор), Iaropolk i Demiza (Ярополк и Демиза). Després d'haver dominat l'art de l'escenari, Vólkov sovint es va desviar dels cànons estètics del classicisme i va optar per no seguir les regles de recitació solemne. A les seves obres de teatre, Sumarókov sovint crear personatges amb el temperament salvatge de Vólkov. Aquest últim, però, era un còmic molt talentós.
Malgrat que no destacà en cap dels gèneres en què va actuar, cal consignar el seu nom perquè fou l'autor del primer llibret d'òpera escrit en llengua russa, La clemència de Tito, amb música de Francesco Araja (1751) i de l'òpera Taniuxka, també en rus, per a la qual va compondre la música el 1756.

## Llegat
- El Teatre Iaroslavl porta el nom de Vólkov des del 1911.